# Eretmocerus roseni
Eretmocerus roseni är en stekelart som beskrevs av Gerling 1972. Eretmocerus roseni ingår i släktet Eretmocerus och familjen växtlussteklar.
Artens utbredningsområde är:
- Egypten.
- Italien.
- Israel.

Inga underarter finns listade i Catalogue of Life.